# Hyposidra lactemaculata
Hyposidra lactemaculata là một loài bướm đêm trong họ Geometridae.